# لعنة امرأة (فلم)
لعنة امرأة هو فيلم مصري عرض عام 1974، بطولة فريد شوقي وناهد شريف ومحمود المليجي، ومن إخراج نيازي مصطفى.

## قصة الفيلم
يقتل المهندس سالم زوجته التي تخونه وتكون الشغالة الصغيرة أمل هي الشاهدة الوحيدة على جريمته، يترك رسالة يوهم فيها الجميع أنه انتحر بعد اكتشافه خيانة زوجته ويهرب مع أمل إلى الإسكندرية. هناك يتعرف بالمعلم إسماعيل وتحاول زوجته اللعوب إغراءه ولكنه يصدها، يكافئه إسماعيل بتسهيل هروبه على إحدى البواخر.

## طاقم التمثيل
- فريد شوقي: (المهندس سالم / محمود)
- ناهد شريف: (لواحظ)
- محمود المليجي: (المعلم إسماعيل)
- جلال عيسى: (مجدي)
- إحسان شريف: (والدة سالم)
- عزيزة راشد: (ناهد)
- وحيد سيف: (سيد)
- سوزان سعد الدين: (الطفلة أمل)
- محمد صبيح: (السائق)
- إبراهيم عبد الرازق: (جابر)
- عبد العزيز غنيم
- محمود القلعاوي
- فريدة يوسف: (والدة أمل)
- نجيب عبده
- عبد الغني النجدي
- أنور مدكور
- عبد العظيم شعلان
- أحمد مرسي
- أحمد عدوية: (المطرب)
- سهير زكي: (الراقصة)
- قدرية كامل
- عبد المنعم بسيوني

## فريق العمل
- إخراج: نيازي مصطفى
- تأليف: فاروق صبري
- مدير التصوير: محمد عمارة
- مونتاج: جلال مصطفى
- موسيقى تصويرية: فؤاد الظاهري
- إنتاج: نيوستار فيلم (فريد شوقي)
- توزيع: الهيئة المصرية العامة للسينما